# No sé tú
"No sé tú" es una canción escrita e interpretada por el cantautor mexicano Armando Manzanero, lanzada de su álbum de estudio, Cariñosamente (1986). La canción, de estilo bolero, describe al protagonista incapaz de dejar de pensar en su amante. Manzanero volvió a grabar "No sé tú" a dúo con Francisco Céspedes en el disco Duetos de Manzanero (2001). Fue catalogada entre las mejores canciones de Manzanero por un editor de BBC Mundo.
Una versión de la canción interpretada por el cantante mexicano Luis Miguel fue lanzada como segundo sencillo de su octavo álbum de estudio, Romance (1991). Miguel coprodujo su interpretación junto a Manzanero, con arreglo de cuerdas compuesto por Bebu Silvetti. El video musical de la versión de Luis Miguel fue dirigido por Pedro Torres, filmado en Miami y presenta al artista actuando frente a una orquesta. Ganó el premio Eres al Video del Año.
Retrospectivamente, su interpretación recibió críticas favorables de los críticos musicales que la incluyeron entre las mejores canciones del artista. En los Premios Lo Nuestro de 1993, "No sé tú" ganó Canción Pop del Año mientras que Manzanero recibió el Premio Latino de la Sociedad Estadounidense de Compositores, Autores y Editores (ASCAP) en la misma categoría.

## Antecedentes y composición
En 1986, Manzanero lanzó Cariñosamente, un álbum con nuevos arreglos de canciones que había compuesto anteriormente así como dos composiciones originales escritas por Manzanero ("No sé tú" y "Otra vez"). El primero es un bolero que habla de un hombre "que no puede dejar de pensar en el amor de su vida". "No Sé Tú" fue lanzado como sencillo promocional del álbum. Manzanero interpretó una versión instrumental de la canción en el piano para su álbum de estudio, El Piano, Armando Manzanero, y sus amigos (1995). Según Paola Alejandra Parra de La Verdad, si bien Manzanero ha escrito canciones basadas en su vida, no se sabe a quién estuvo dedicada "No Sé Tú".
Una versión inédita en rock la hizo el cantante argentino Miguel Mateos la cual incluyó en su álbum en vivo Cóctel en 1993.
Esta versión no es oficial, ya que solo lo cantó en un concierto en México, según las palabras de Miguel fue un tributo y homenaje al autor Armando Manzanero.
Posteriormente regrabó la canción en un dueto con Francisco Céspedes en el disco de Manzanero Duetos (2001). Además interpretó la canción con la también cantante mexicana Susana Zabaleta en su disco en vivo De la A a la Z (2006). "No Sé Tú" ocupó el puesto número tres en el ranking de BBC Mundo sobre canciones del artista. Como parte del tributo de Billboard al artista quien recibió el Lifetime Achievement Award en 2020, Joy Huerta de Jesse & Joy interpretó la canción en vivo con Manzanero tocando el piano. Tras la muerte de Manzanero, Huerta grabó su propia interpretación de la canción y apareció como tema de cierre de la telenovela mexicana Fuego ardiente (2021).

## Versión de Luis Miguel
En 1991, el cantante mexicano Luis Miguel versionó la canción para su octavo álbum de estudio, Romance, donde el artista reversiona boleros clásicos. Lanzado como segundo sencillo del álbum en febrero de 1992 por WEA Latina, es una de las dos canciones de Manzanero que Miguel versionó en el álbum, junto con "Te Extraño", seleccionada entre otras 500.
Como ocurre con el resto de temas del disco, fue coproducido por Manzanero y Miguel, con Bebu Silvetti en arreglo de cuerdas. La grabación tuvo lugar en Ocean Way Recording en Hollywood, California. La canción fue incluida posteriormente en sus álbumes recopilatorios Mis Boleros Favoritos (2002) y Grandes Éxitos (2005). Una versión en vivo de la canción apareció en sus álbumes en vivo y como parte de "Romance Medley" en Vivo (2000).

### Recepción
Retrospectivamente, los críticos musicales elogiaron "No sé tú" como una de las mejores canciones de Miguel. El tema fue catalogado entre las "10 canciones de Luis Miguel que debes conocer" de Emily Paulín en Sonica y las "20 mejores canciones de Luis Miguel para escuchar en YouTube Music" por un editor de El Comercio. Danyel Smith de la revista Vibe la incluyó entre las 99 mejores canciones de amor de la historia y escribió: "Acompañada por una orquesta completa, su voz sube, baja y penetra, haciéndonos desear haber estado allí la otra vez". El editor de Classic Rock calificó a "No sé tú" como la tercera mejor canción de todos los tiempos de Miguel al felicitarla como "otra balada satisfactoria" y elogió sus "exquisitos" arreglos musicales. Cindy Carcamo del Registro del Condado de Orange lo calificó de "bellamente escrito". Comercialmente, encabezó el Billboard Hot Latin Songs en Estados Unidos, donde permaneció siete semanas en esta posición. Terminó 1992 como la segunda canción latina con mejor interpretación del año. En México, tanto "No sé tú" como "Inolvidable" encabezaron las listas por un total de seis meses.

### Video musical
El video musical que acompaña a "No sé tú" fue dirigido por Pedro Torres y filmado en Miami; presenta a Miguel y una orquesta tocando frente a un edificio. El video se estrenó el 16 de febrero en el programa de variedades mexicano Siempre en Domingo. En los Premios Eres, obtuvo el premio de mejor video.

### Reconocimientos
En la quinta edición de los Premios Lo Nuestro en 1993, "No sé tú" ganó el premio a la Canción Pop del Año. En la edición inaugural de los Premios Latinos ASCAP del mismo año, Manzanero ganó la Canción Pop del Año por la canción empatada con la canción "Evidencias" de Ana Gabriel.